# Rhamphophasma spinicorne
Rhamphophasma spinicorne är en insektsart som först beskrevs av Carl Stål 1875.  Rhamphophasma spinicorne ingår i släktet Rhamphophasma och familjen Phasmatidae. Inga underarter finns listade i Catalogue of Life.